# Дългопети
Дългопетите (Tarsius) са род примати от семейство Дългопетови (Tarsiidae). Притежават черти присъщи както на полумаймуните, така и на същинските маймуни и представляват своеобразен преход между двете групи. Срещат се само на островите от Малайския архипелаг (Югоизточна Азия).

## Обща характеристика
Дългопетите са дребни бозайници приспособени за нощен начин на живот по дърветата. Хранят се предимно с насекоми, които улавят правейки големи скокове и задните им крайници са с дължина почти два пъти дължината на тялото. Същото се отнася и за дългата им тънка опашка – при средна дължина на тялото 10-15 cm, опашката е дълга 20-25 cm и служи за направляване посоката на скока. Глезените на задните им крайници са силно удължени, откъдето идва наименованието „дългопетови“. Пръстите им също са много дълги (средният пръст например е дълъг почти колкото лакътната кост) и накрая имат прилепващи възглавнички и плоски нокти, с изключение на втория и третия пръст на задните крака, които са със закривени нокти служеши предимно за почистване на козината. Козината на дългопетите е гъста и мека с жълтеникав цвят.

## Зрение
При всички странности във физическата структура на дългопетите, най-голямо впечатление правят големите им, близкоразположени очи, развити във връзка с предимно нощния им начин на живот. В тази връзка се наблюдават съществени разлики в структурата на мозъка на дългопетите и всички останали примати. Главната разлика е в нервните връзки между двете очи и латералното ядро на таламуса в междинния мозък, където се приема, обработва и препраща към мозъчната кора визуалната информация. Връзката между очите (ляво и дясно) и съответното или противоположно (ляво или дясно) мозъчно полукълбо при дългопетовите е по-особена в сравнениие с тази при всички останали примати, включително и човека.
За разлика от повечето нощни животни дългопетите нямат типичната светлоотразителна мембрана (тапетум) зад ретината, осигуряваща по-добро нощно зрение. За сметка на това имат т. нар. жълто петно (фовеа) – трапчинка в центъра на ретината, която при хората благоприятства по-ясното виждане на детайли и цветове.

## Допълнителни сведения
Дългопетите живеят на двойки, които заемат територия от около един хектар. След около 6-месечна бременност женската ражда само едно малко. Малките се раждат напълно окосмени, с отворени очи и още на първия ден след раждането могат да се катерят. Полово зрели стават на възраст около една година.
Дългопетите трудно понасят живота в плен, не се размножават в зоопарковете по света и дори когато попаднат в клетка често се самонараняват и бързо умират вследствие на стреса.

## Класификация
В съвременната класификация на приматите, въпреки нощния начин на живот и приликата си с Полумаймуните (Strepsirrhini), Дългопетовите се отнасят към Маймуните (Haplorrhini), отделени в собствена група: инфраразред Дългопетоподобни (Tarsiiformes).
Дългопетите се деляха само на два вида, но днес разпознаваме осем, като от Филипинския дългопет (Tarsius syrichta) се отделя таксона bancanus, а от Дългопета призрак (Tarsius spectrum, вече като Tarsius tarsier) – всички останали видове.
Семейство Дългопетови
- Род Дългопети
  - Вид Tarsius syrichta – Филипински дългопет, сирихта
  - Вид Tarsius bancanus – Западен дългопет, дългопет на Хорсфийлд
  - Вид Tarsius tarsier (T. spectrum) – Дългопет призрак
  - Вид Tarsius dentatus (T. dianae) – Дългопет Диана
  - Вид Tarsius pelengensis – Пеленгески дългопет
  - Вид Tarsius sangirensis – Сангирски дългопет
  - Вид Tarsius pumilus – Дългопет джудже
  - Вид Tarsius lariang (Merker & Groves, 2006) – Лариангски дългопет